# Санта-Мария-дель-Кармине (Флоренция)
Санта-Мария-дель-Кармине (итал. Santa Maria del Carmine) — церковь во Флоренции на южном берегу реки Арно в районе Ольтрарно во Флоренции, Тоскана, Италия. Посвящена Святой Деве Марии ордена кармелитов. Церковь знаменита фресками Капеллы Бранкаччи, выполненными в эпоху Возрождения, в XV веке Мазолино да Паникале, Мазаччо и Филиппино Липпи.

## История
Церковь, посвящённая Пресвятой Деве Марии с горы Кармель (лат. Beatae Virginis Mariae de monte Carmelo), была основана группой монахов-кармелитов из Пизы. Строительство церкви началось в 1268 году как части монастыря кармелитов, который существует до настоящего времени. От начального здания лишь по сторонам церкви можно увидеть остатки построек романско-готического стиля.
К XIV веку комплекс зданий стал резиденцией ряда мирских братств. В 1328 году монастырь был расширен, а затем снова в 1464 году, когда к залу капитула и трапезной добавился главный неф церкви. Работы были завершены в 1476 году.
Интерьер, заново оформленный в XVI—XVII веках в стиле барокко, пострадал от пожара 1771 года. Между 1775 и 1782 годами он был перестроен в новом стиле рококо за исключением фасада. Огонь, к счастью, не затронул старинную сакристию, где сохранились фрески «Истории святой Чечилии», приписываемые Липпо д’Андреа (ок. 1400), и мраморный памятник Пьерo Содерини работы Бенедетто да Ровеццано (1512—1513). Сохранилось также убранство капелл Корсини и Бранкаччи. Фасад, как и во многих флорентийских церквях, остался незавершённым. Свод нефа украшает квадратура (роспись) Доменико Стаджи в стиле «тромплёй».
Росписи нефа (Вознесение Христа) и купола (Троица и Мадонна во славе среди святых Ветхого и Нового Завета) — работа Джузеппе Ромеи. В капеллах с правой стороны выделяются картины «Распятие» Джорджо Вазари (1560, третий алтарь), «Посещение Девой Марией Святой Елизаветы» Аурелио Ломи (около 1595) и «Похороны святого Алессио» Бернардино Мональди. В тех, что слева, находятся «Поклонение волхвов» Грегорио Пагани (подписано и датировано 1603 годом), «Благовещение» Бернардино Поччетти (подписано и датировано 1601 годом), «Рождество» Франческо Гамбаччини (около 1782 года), «Центурион Капернаума, призывающий Христа исцелить сына» Джованни Марии Буттери и Святая Мария Магдалина де Пацци с покрывалом Мадонны работы Джузеппе Фаббрини (около 1782).
В 1675 году семья Корсини построила в левом трансепте церкви капеллу, посвященную семейному святому Андреа Корсини, епископу Фьезоле XIV века. Проект составил архитектор Пьер Франческо Сильвани, который выбрал стиль барокко, модный тогда в Риме, и положил начало этому стилю во Флоренции. Купол был расписан Лукой Джордано в 1682 году фреской «Слава Святого Андреа Корсини». Капелла знаменита мощными барочными горельефами Джованни Баттисты Фоджини («Святой Андреа Корсини и битва при Ангиари», «Месса Святого Андреа и апофеоз Святого Андреа Корсини»; 1676—1683). Это сооружение также чудом уцелело от пожара столетие спустя. Сложный потолок в стиле рококо был расписан фресками Джованни Доменико Ферретти.
В церкви имеется много других произведений искусства. В церкви Кармине похоронен живописец Мазо да Сан-Фриано. Однако главным её сокровищем остаётся Капелла Бранкаччи.

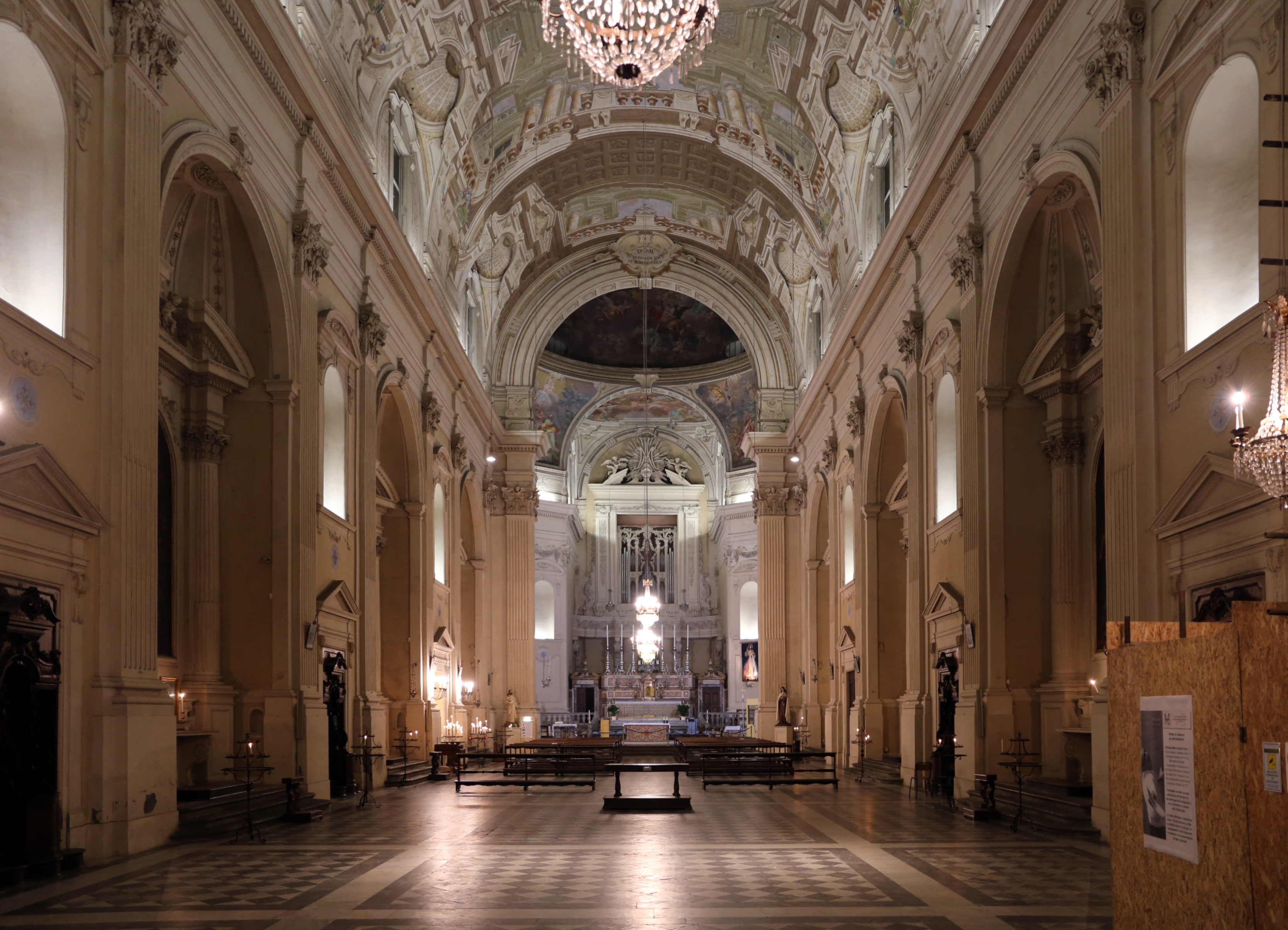
Интерьер церкви
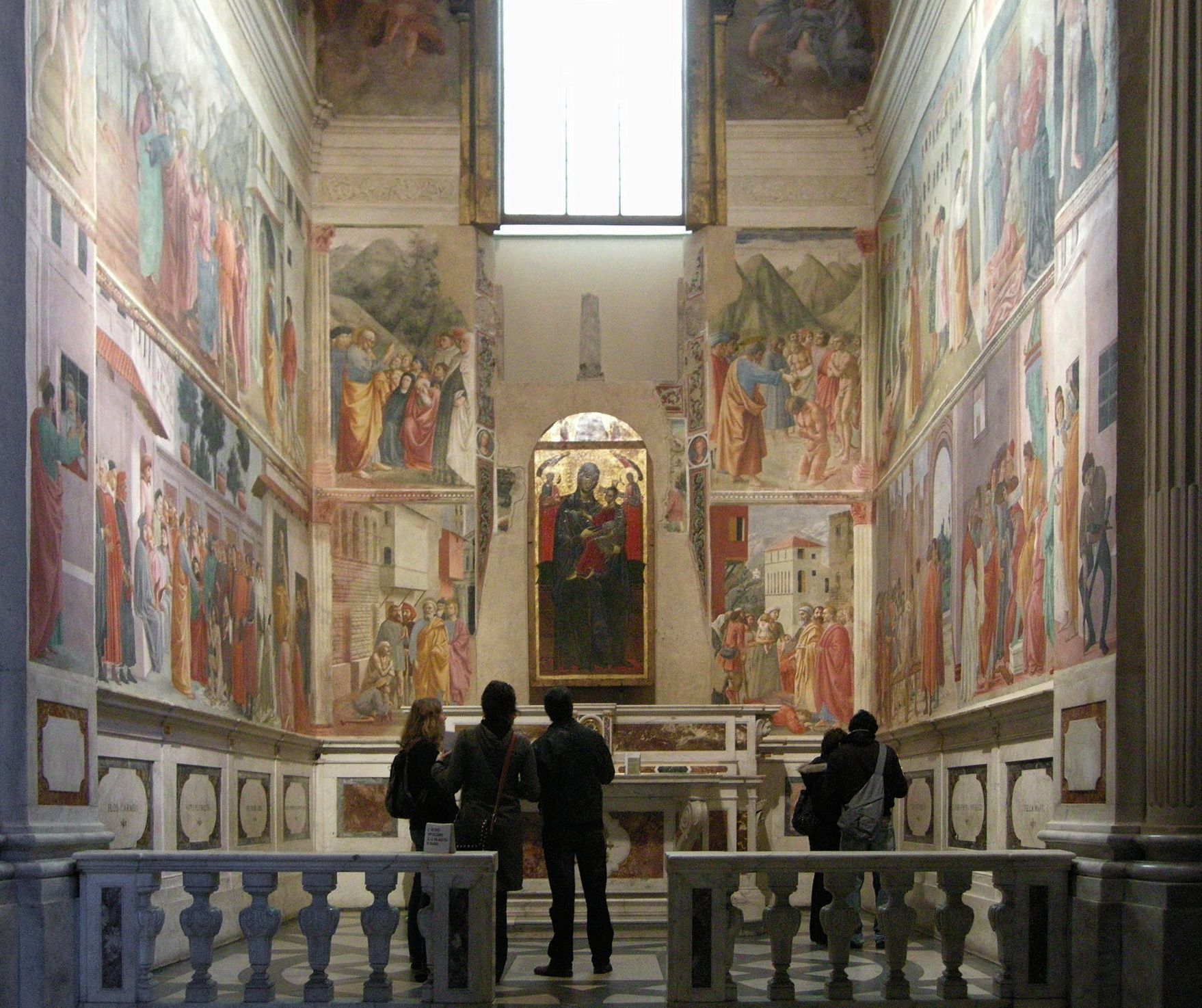
Капелла Бранкаччи
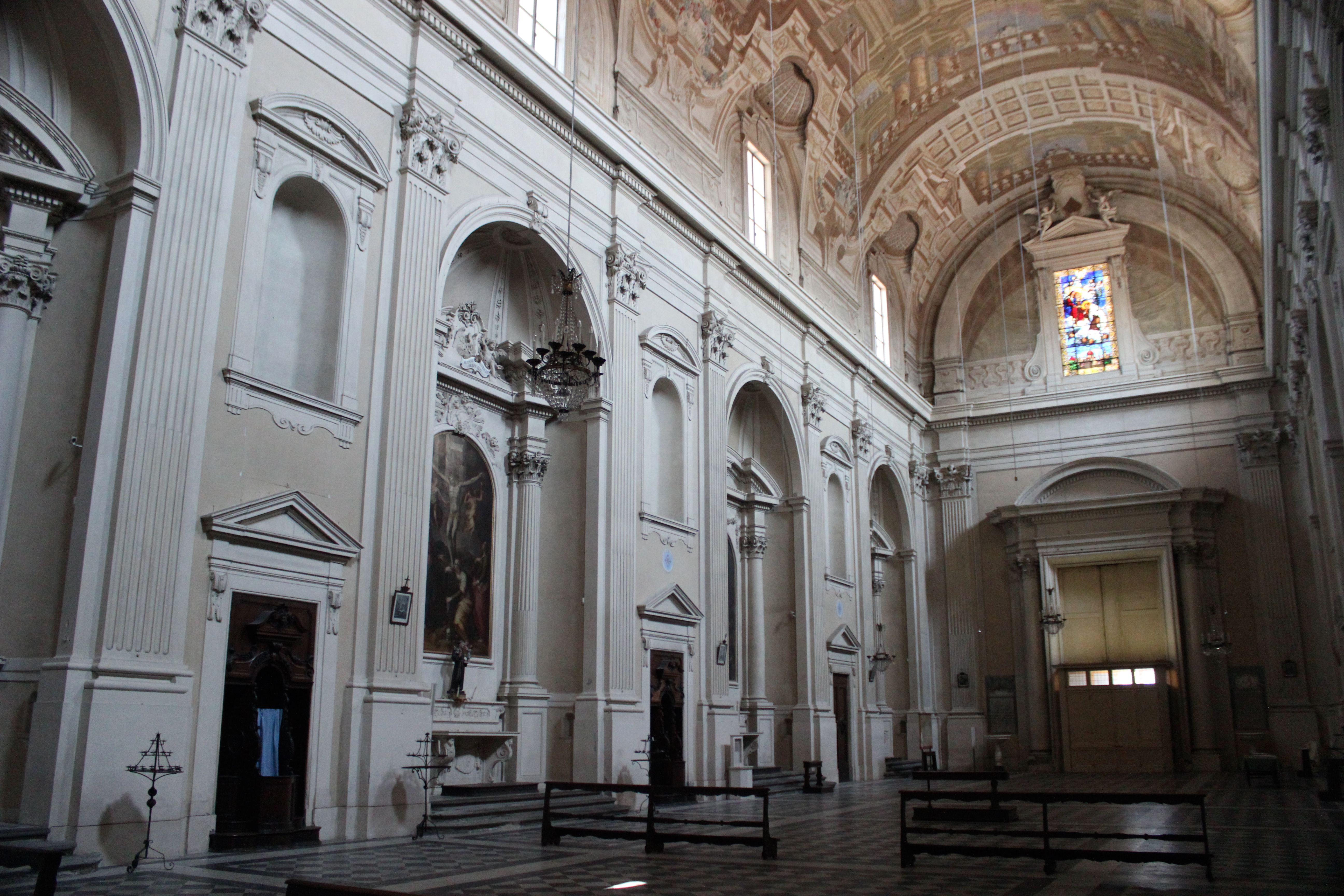
Контрфасад
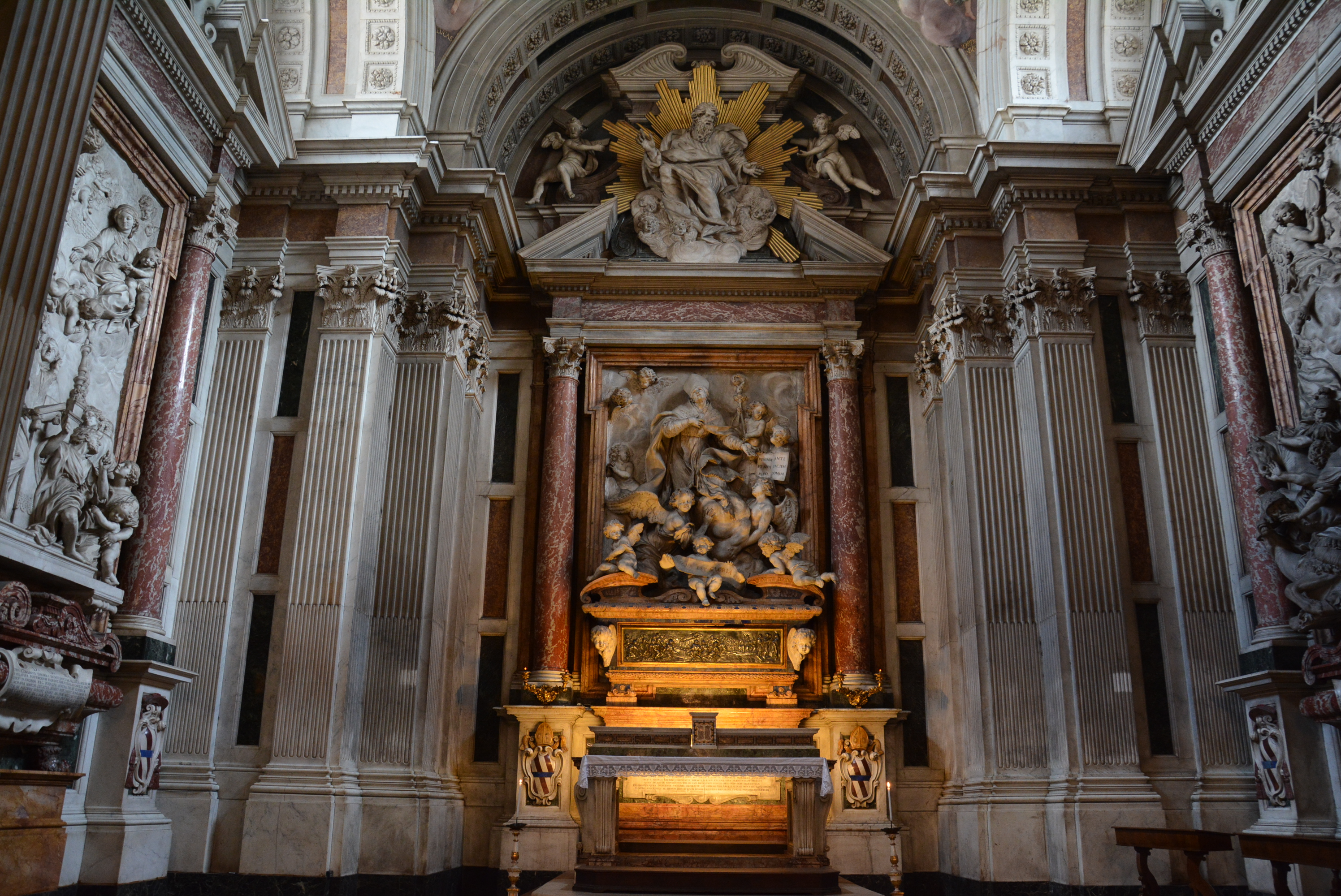
Капелла Корсини
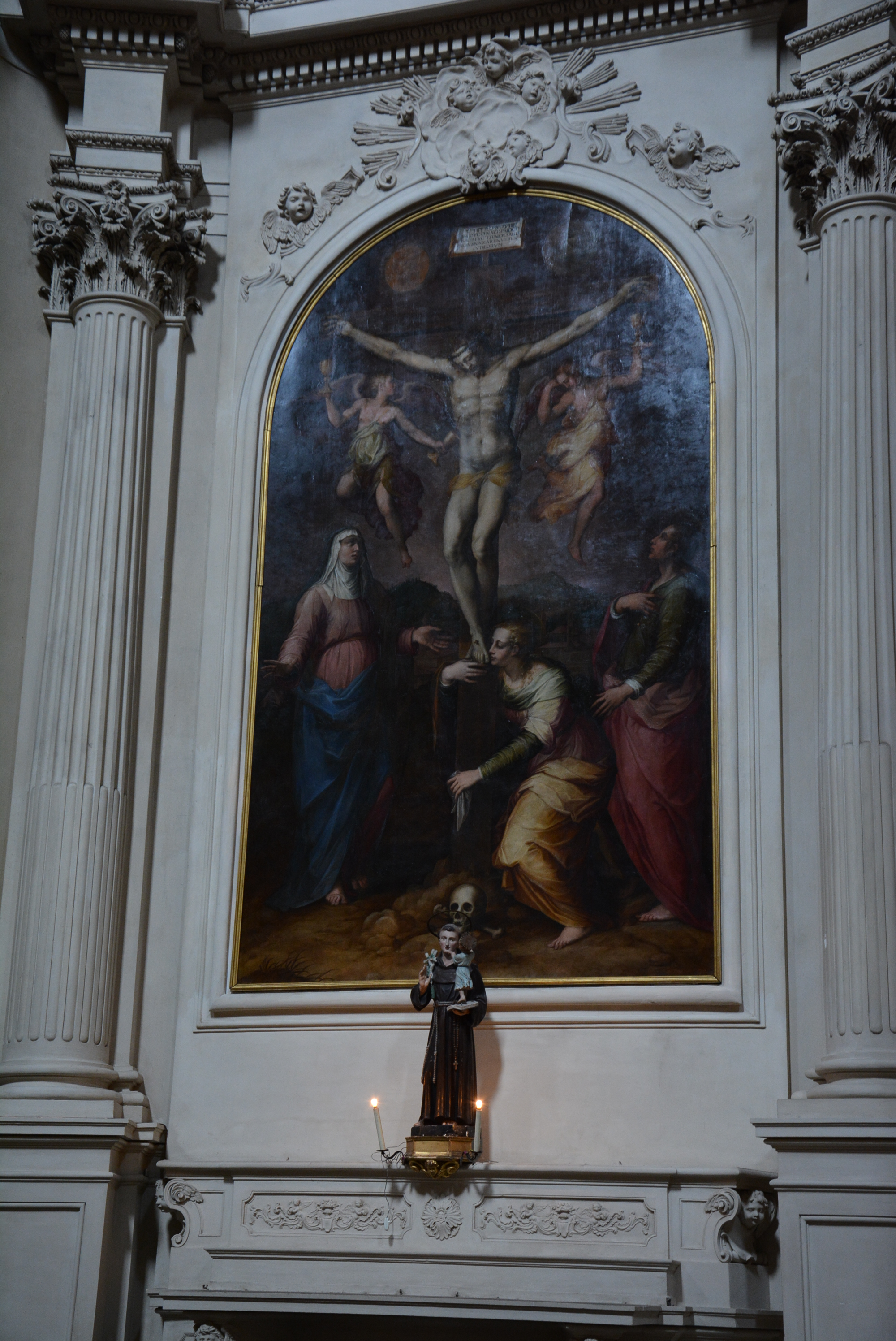
Дж. Вазари. Распятие. Капелла Распятия
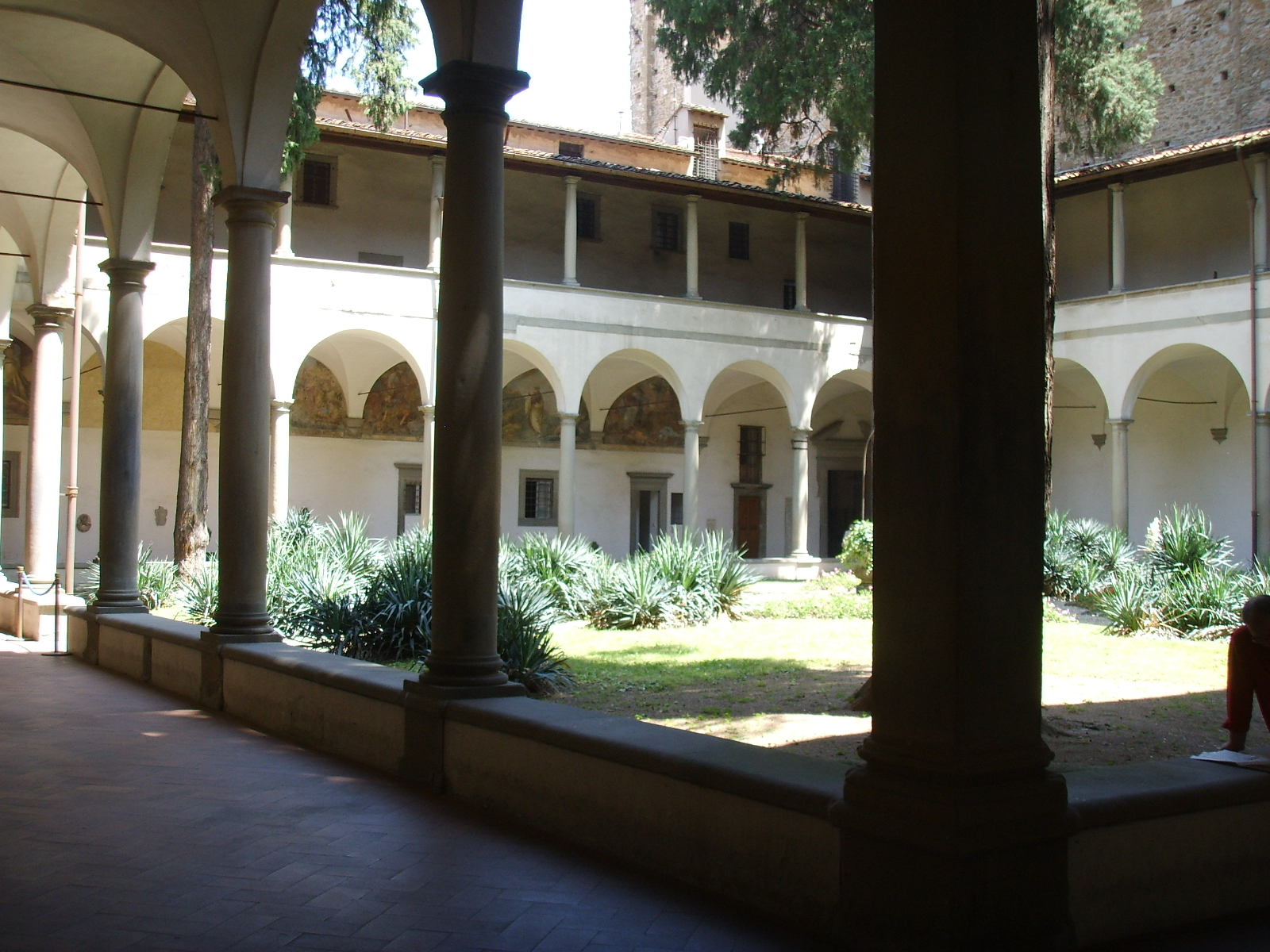
Кьостро (монастырский двор)